# Metta von Rosen
Metta Claësdotter von Rosen, född Breitholtz den 29 december 1903 i Stockholm, död den 24 januari 1984 i Vendels församling, Uppsala län, var en svensk grevinna.
Metta von Rosen var (liksom sin far) aktiv inom svenskt djurskydd, bland annat som ordförande för den 1880 grundade Svenska Kvinnors Djurskyddsförening 1942–1952. Med framsynthet uppmärksammade hon särskilt det ökande hotet mot fågellivet vid stora skogsavverkningar.
Metta von Rosen var också kyrkligt engagerad och skänkte 1963 en korkåpa till den nyuppförda Sankt Ansgars kyrka i Uppsala.
Metta von Rosen var dotter till byrådirektör Claës Breitholtz (1874–1945) och dennes första hustru Ida Ellen Emilia Edling. Hon var syster till Claës C:son Breitholtz och gifte sig 1937 med den frånskilde överceremonimästaren greve Eugène von Rosen (1870–1950), ägare av Örbyhus slott och gods. Hon blev därmed styvmor till grevens barn i ett tidigare äktenskap, däribland Elsa von Rosen, vilken samma år som faderns omgifte själv gifte om sig med prins Carl junior. Metta von Rosen fick två barn med Eugène von Rosen, Christina, född 1939, gift d'Otrante, och Charlotte, född 1940.